# Carlos Rovirosa (Tulipán)
Carlos Rovirosa es una comunidad del municipio de Cunduacan, Tabasco, México muy cercana a la ciudad de Heroica Cardenas y Comalcalco. Se encuentra a 18 km de la ciudad de Cunduacan.

## Etimología
Se llama así por uno de los personajes históricos que destacaron en Tabasco y una emblemática flor de Tabasco (tulipán).

## Historia
La población fue ocupada por los ahualulcos provenientes de Huimango, Cúlico y Anta, que por alguna razón adoptaron el gentilicio de cimatanes. Dedicados al cultivo y explotación del cacao, establecieron intercambio comercial con pueblos de la península de Yucatán y del Altiplano Central. A la llegada de los españoles (1518), había numerosos asentamientos en la orilla del río Chacalapa (hoy, Cunduacán) que en ese tiempo era un brazo del río Mezcalapa, siendo Cimatán (Cunduacán) el principal centro comercial de la región.
El 8 de septiembre de 1739 el gobierno colonial lo reconoce como pueblo de la provincia de Tabasco.

## Economía
La comunidad se encuentra muy cerca de la ciudad de Heroica Cardenas, por lo que se han asentado establecimientos de carácter mercantil en la localidad; Super Monterrey, Super Sánchez, Farmacia Unión, Farmacia Similar, Farmacia Yza, Oxxo, etc. Entre otras actividades, las más importantes son la agricultura (cacao principalmente), así como la producción de caña por la cercanía al ingenio Santa Rosalía de Cárdenas y ganadería. Desafortunadamente el crecimiento acelerado de la comunidad está haciendo perder dichas actividades económicas. En la agricultura, el factor determinante es la devaluación en el costo de cacao, haciendo predominar la actividad económica del comercio y todo lo relacionado con el sector terciario.

## Vías de comunicación
A Tulipán se puede llegar por la carretera federal 187 Cardenas-Comalcalco. Ahora se proyecta una ampliación de 2 a 4 carriles de la carretera federal; también se puede ir por la carretera Cunduacán-Pichucalco al atravesar la vía corta a la ciudad de Cunduacán. Ha crecido mucho debido a la cercanía que presenta con la ciudad de Cardenas. La localidad ahora cuenta con un boulevard de 3 km aproximadamente.

## Educación
Tiene escuelas, las cuales son:
- Jardín de Niños "El Tulipán
- Jardín de Niños "Luz Maria Seradell"
- Escuela Primaria "Carlos Rovirosa Pérez"
- Escuela Telesecundaria "Manuel Gil y Saenz"
- Preparatoria: Instituto de Difusión Técnica n.° 8.

## Salud
Tulipán cuenta con numerosos centros clínicos como 
- Clínica Santa Elvira (conocida popularmente como clínica del Dr. Marcos)
- Clínica Medika 7 (conocida popularmente como Clínica del Dr. Rafael)
- Clínica y Ultrasonidos Tulipán (conocida popularmente como Clínica de la Dra. Irasema)
- Instituto de la Visión
- Centro de Salud Comunitario Tulipán
- 1 consultorio Similar.

## Gastronomía
Se pueden encontrar platillos como:
- Bisteces a la mexicana
- Bisteces entomatados
- Horneado de cerdo
- Pozol
- Agua de frutas

## Fiestas y tradiciones
- Fiesta en honor a San Jose: 19 de marzo.